# 密道娱乐
密道娱乐（英文：Hidden Path）于 2006 年由 Michael Austin、Jim Garbarini、Dave McCoy、Jeff Pobst 和 Mark Terrano 创立。2008 年，Hidden Path 发布了它的第一个原创作品，《防御阵型：觉醒》PC 版，並於 2009 年發行 Xbox 版。防御阵型是一款可下载的游戏，凭借其对塔防的改造赢得了高度赞誉，自发布以来已售出超过 50 万套。2009 年，Hidden Path 开始与 Valve 合作更新和维护《反恐精英:起源》（Counter-Strike: Source），该游戏于 2004 年首次发布。
Hidden Path 与 Valve 合作开发了《反恐精英》系列的最新作品《反恐精英：全球攻势》。反恐精英：全球攻势在 PAX Prime 2011 上首次亮相，并于 2012 年 8 月 21 日发布。反恐精英：全球攻势适用于 Windows、OS X、Linux、PlayStation 3 (PlayStation Network) 和 Xbox 360 (Xbox Live Arcade)。
延续公司重温旧系列的趋势，Hidden Path 于 2013 年在 Valve 的 Steam 平台上发布了《帝国时代 II：高清版》，这是 1999 年由 Ensemble Studios 和微软发布的《帝国时代 II 》的更新版本。除了更新基础游戏及其原始扩展的图形和多人游戏功能外，Hidden Path 还为 14 年后名为《帝国时代II：失落帝国》的新开发项目铺平了道路。
根据 Valve 的说法，他们经常与 Hidden Path Entertainment 合作的原因是他们已经认识了一段时间，而且他们的办公室“就在附近”。Hidden Path 还为求生之路2贡献了模型工作。他们还与 Valve 合作开发了 You Monster! Defense Grid 的扩展包包含来自 Portal 视频游戏系列的角色 GLaDOS。
儘管有關Wizards of the Coast取消遊戲項目和裁員的報導，Hidden Path仍在繼續開發他們的《龍與地下城》遊戲，並且正在尋求擴大團隊。我們目前無法確定遊戲的發布日期或其他具體細節，但根據Beltrán的證實，這個項目仍然在進行中。2021 年 3 月，宣布 Hidden Path 正在开发“AAA、第三人称、开放世界”龙与地下城游戏，Whitney "Strix" Beltrán 担任叙事总监。 彭博新闻社的 Jason Schreier 评论说，2023年1月，Wizards of the Coast取消了多個未公開的遊戲項目，導致該公司進行了小規模裁員，這對於波士頓的OtherSide Entertainment和華盛頓州貝爾維尤的Hidden Path Entertainment等獨立工作室來說是個重大打擊，因為它們都在為Wizards of the Coast開發遊戲然而，Polygon 报道称，“Beltrán 在一条推文中证实，该工作室的 D&D 游戏仍在开发中，并且正在为该项目积极招聘”。